# Kako izdresirati zmaja (2010.)
Kako izdresirati zmaja (eng. How to Train Your Dragon) je računalno-animirani film fantasy tematike iz 2010. godine. Film dolazi iz DreamWorks Animationa i djelomično je utemeljen prema istoimenoj knjizi Cresside Cowell iz 2003. godine. U filmu glasove u originalnoj verziji posuđuju Jay Baruchel, America Ferrera, Jonah Hill, Gerard Butler, Christopher Mintz-Plasse, Craig Ferguson i David Tennant. 
Priča se odvija u mitskom Viking svijetu u kojem mladi Viking tinejdžer, Štucko, pokušava slijediti tradiciju svoga plemena i postati borac sa zmajevima. Nakon što je uhvatio svog prvog zmaja vidi priliku za dokazivanje pred cijelim plemenom. No, kasnije s tim istim zmajem, koji je bio ozlijeđen, postaje prijatelj. Cjelokupni Štuckov svjetonazor se mijenja zbog prijateljstva sa zmajem te pokušava promijeniti svoje pleme i njihov odnos prema zmajevima.

## Radnja
Na otoku Berk sve se odvija oko borbe sa zmajevima, i tako se hrabri i neustrašivi vikinzi svakodnevno suprotstavljaju napadima zmajeva, protiv kojih jedino vlastita snaga može čovjeku spasiti život. Za razliku od drugih stanovnika otoka, mladi se Štucko ne može hvaliti svojom snagom, i dok drugi mladi, a s njima i njegova simpatija Astrid smiju sudjelovati u borbama sa zvijerima on smije samo oštriti sjekire.
No za vrijeme jednoga napada uspjeva srušiti s neba najopasnijeg i tajnovitijeg od svih zmajeva, Noćni Bijes. U nadi da će ga se konačno prihvatiti u društvo, kreće u šumu da pronađe srušenog zmaja. I stvarno u šumi nađe zarobljenog zmaja, no umjesto da ga ubije, on mu reže konopce i pušta na slobodu, shvativši da se zmaj zapravo njega jednako boji kao i on njega. Zmaj nareži na njega i nestaje u šumi. Istovremeno Štuckov otac svaća da je vrijeme za njegovog sina da započne s vježbama sa zmajevima, no Štucko, prije s izuzetno velikom željom da se konačno bori, nije više siguran dali to stvarno želi.
Na želju svoga oca on počinje s treninzima, no ne uspjeva ni najosnovnije vježbe, što mu ponovno donosi ruganje njegovih vršnjaka. Premada, koliko je poznato, zmajevi nikada ne pošteđuju nikoga, se Štucko počinje pitati, zašto ga opasan Noćni Bijes nije ubilo. U ponovnoj potrazi za njim nailazi jednu dolinu, gdje je zmaj zarobljen, premda bez cijelog zadnjeg krila na repu, ne može poljetjeti. Znatiželjan mu se Štucko počinje približivati i uz malo strpljenja postaju prijatelji i zmaju daje ime Bezubi. Uz stvari koje uči uz blisko druženje sa zmajem, postaje pravi znanac, i za vrijeme svakodnevnih vježba u areni dobiva puno pohvala. Siguran u to da bi se moglo izdresirati zmaja za let na njemu, mu izrađuje posebnu konstrukciju od sjedala i proteze zadnjeg krila pomoću kojeg samo zajedno mogu letjeti. Provodeći vrijeme s Bezubim i drugim zmajevima shvaća da oni uopće nisu opasni i da je sve znano o njima zapravo krivo.
Pomoću svog znanja o zmajevima ga u akademiji izabiru za konačni ispit, ubijanje zmaja, na što nije jako razveseljen i odlučuje pobjeći s Bezubim. Bijesna i ljubomorna na njegove uspjehe ga Astrid odlučuje sljediti u šumu, u nadi da sazna tajnu njegovog znanja, no vidjevši Noćni Bijes ona u strahu bježi. Štucko i Bezubi ju hvataju i Štucko joj nudi jedan let, da pokaže ljepote leta na zmajevima. U početku preplašena, ubrzo i ona shvaća da zmajevi nisu opasni. Leteći tako, Bezubi odjednom mijenja smjer i vodi ih do otoka zmajeva, gdje su svjedoci kako svi zmajevi zapravo moraju donositi hranu velikom zmaju Crvena Smrt, kako ne bi bili sami pojedeni. Ponovno na Berku Astrid želi upozoriti ostale o velikoj opasnosti, no Štucko ju moli da ništa ne kaže, u strahu da bi mu mogli u tom slučaju oduzeti Bezubog.
Sljedećeg dana, za vrijeme ispita Štucko pokuša dokazati da zmajevi nisu opasni, no sve kreće po zlu i Bezubi stiže da bi spasio prijatelja od opasnosti. Ne shvaćajući situaciju, drugi vikinzi, uključujući i Štuckovog oca, vežu Bezubog i kreću s njim prema otoku zmajeva, u nadi da ih zmaj može odvesti tamo. Štucko ih još pokušava odvratiti od toga, premda to nije ništa što bi se moglo pobijediti, no njegov otac, shvativši da je njegov sin na strani zmajeva, ljutito odlazi prema otoku zmajeva.
Naprvo Štucko ne zna što da učini, no nakon razgovora s Astrid, skuplja novu snagu i on i njegovo društvo kreću da spase Bezubog i pomognu odraslima, i to na zmajevima. Stižu točno u trenutak kada Crvena Smrt napada odrasle, no zajedno ga uspijevaju izigrati. Štucko i Bezubi uspjevaju zapaliti zvijer iznutra, ali istovremeno i Bezubova proteza se zapaljuje i počinju padati u vatru. Štuckov otac, misleći da je izgubio sina, osjeća krivicu u svom ponašanju, no presretno viđa da ga je Bezubi uspio spasiti.
Ponovno kod kuće Štucko se budi shvaćajući da je i Bezubi kod njega u kući, i pokušajući da se usta, da je izgubio lijevu nogu. Izlazeći van, viđa da sada cijelo selo živi u miru sa zmajevima. Pomoću nove konstrukcije i proteze za lijevu nogu, on, Bezubi, Astrid i njihovo društvo lete na zmajevima.

## Hrvatska sinkronizacija
| Uloge               | Originalna verzija       | Hrvatska verzija  |
| ------------------- | ------------------------ | ----------------- |
| Štucko (Hiccup)     | Jay Baruchel             | Mitja Smiljanić   |
| Stoik               | Gerard Butler            | Robert Ugrina     |
| Astrid              | America Ferrera          | Mia Krajcar       |
| Ždero (Gobber)      | Craig Ferguson           | Ozren Grabarić    |
| Šmrklja (Snotlout)  | Johan Hill               | Dušan Bućan       |
| Ribonogi (Fishlegs) | Christopher Mintz-Plasse | Kristijan Potočki |
| Tvrdakora (Ruffnut) | Kristen Wiig             | Ana Kvrgić        |
| Tvrdbadem (Tuffnut) | TJ Miller                | Marko Makovičić   |

Ostali glasovi: 
- Dražen Bratulić
- Bojan Čulina
- Zoran Gogić
- Jadranka Krajina
- Ozren Opačić
- Božidar Peričić
- Žarko Savić
- Ranko Tihomirović

- Sinkronizacija: Duplicato Media d.o.o.
- Redateljica dijaloga: Ivana Vlkov Wagner
- Prijevod i prilagodba dijaloga: Ivanka Aničić

## Produkcija
Već 2004 se Dreamworks studio počeo interesirati za knjige autorice Cresside Cowell, i nakon upjeha Preko ograde, producentica Bonnie Arnold je izabrala Kako izdresirati zmaja kao novi projekt.
U počecima je priča trebala slijediti rasplet knjiga, no na pola puta su co-producenti Chris Sanders i Dean DeBlois, (Lilo & Stitch) odlučili da je priča "pre slatka" i promijenili Bezzubog od Vrtnog zmaja u opasni Noćni Bijes.
Glazbu za film je komponirao John Powell kombinirajući orkestarsku glazbu s irskim i škotskim instrumentima. Za glazbu je dobio nominaciju za Oscara, no izgubio pred The Social Network. Filme je imao i nominaciju za najbolji animirani film, no izgubio pred Pričom o igračkama 3.
Od stranice Rotten Tomatoes film je dobio 98% dobrih kritika.

#### Nastavci
Dean DeBlois je objavio da će sve ukupno biti snimljena trilogija, s drugim nastavkom Kako izdresirati zmaja 2 u 2014. godini, a zadnji treći dio će sljediti 2019.

## Unutarnje poveznice
- DreamWorks Animation

## Vanjske poveznice
- Kako izdresirati zmaja - službene stranice (engl.)

Kako izdresirati zmaja u internetskoj bazi filmova IMDb-a
- Kako izdresirati zmaja na Box Office Mojo (engl.)
- Kako izdresirati zmaja na Rotten Tomatoes (engl.)